# Lavinia Veiongo
Titre
Reine consort du Royaume des Tonga
1er juin 1899 – 24 avril 1902
(2 ans, 10 mois et 23 jours)
Lavinia Veiongo Fotu, née le 9 février 1879 et morte le 24 avril 1902 au Palais royal à Nuku'alofa, est la première épouse du roi des Tonga, George Tupou II, et la mère de la future reine des Tonga, Salote Tupou III. 

## Biographie
Lavinia Veiongo est née le 9 février 1879. Son père était ʻAsipeli Kupuavanua Fotu, ancien ministre de la police (et petit-fils par sa mère du dernier Tuʻi Tonga – chef suprême et souverain de l'Empire des Tonga – Laufilitonga), et sa mère était Tōkanga Fuifuilupe (fille de Pita Fotofili, noble de Niuafo'ou).  
Le roi George Tupou II devait épouser la princesse ʻOfakivavaʻu, de la lignée Tuʻi Kanokupolu. Cependant, le roi change d'avis et choisit Lavinia Veiongo à sa place. Il demande au Conseil des chefs de choisir entre les deux femmes, mais lorsque la majorité du Conseil exprime son soutien à ʻOfa – considérant Lavinia comme issue d'une union inégale (ou non dynaste) –, le roi menace de rester célibataire à moins qu'il ne soit autorisé à épouser Lavinia. Les chefs tongiens acquiescent, face à cet ultimatum, et adoubent ce mariage. 
Le mariage royal a eu lieu le 1er juin 1899, en présence d'invités tongiens et européens. Au cours de la cérémonie, le roi place une couronne d'or sur la tête de Lavinia et la proclame « reine des Tonga ». Cependant, les relations entre le roi et le reste du pays restent tendues en raison du rejet de la princesse ʻOfa. Dès lors, les partisans des deux femmes, s'attaquant mutuellement, se révoltent dans les rues de la capitale de Nukuʻalofa pendant plusieurs mois. 
En 1900, Lavinia donne naissance à leur unique enfant, la princesse Salote, qui succédera au trône de Tonga à la mort de son père. Malgré les luttes intestines entre leurs partisans respectifs, la reine Lavinia et la princesse 'Ofa deviennent amies. La princesse 'Ofa décède en décembre 1901 des suites de la tuberculose. Lavinia avait rendu visite à son amie lors de sa maladie et assista à ses funérailles.
La reine Lavinia contracta également la tuberculose et décède le 24 avril 1902 à Nukuʻalofa, au palais royal des Tonga. Après des funérailles royales, ses restes furent inhumés au cimetière royal de Malaʻekula. Le roi pleura profondément la mort de sa femme et érigea un monument en marbre en son honneur sur le site de sa sépulture.